# Урсула Ле Гуїн
Урсула Кребер-Ле Гуїн (англ. Ursula Kroeber Le Guin; 21 жовтня 1929, Берклі, Каліфорнія — 22 січня 2018, Портленд, Орегон) — американська письменниця-фантастка, літературний критик, перекладачка, сценаристка, поетеса, феміністка та журналістка. Лауреатка премії «Гросмейстер фантастики» за заслуги перед жанром (2001).
Урсула Ле Гуїн писала також віршовані твори, нефантастичні дитячі та інші книги, есе про літературу, однак найбільшої популярності набула як авторка романів і повістей у жанрах наукової фантастики та фентезі. Книги Ле Гуїн завжди чудові за стилем, в них авторка звертається до конфліктів і взаємодії різних культур, даосизму, анархізму, психологічних і соціальних тем. У пізніших роботах вона торкається також феміністської тематики (зокрема, в жанрі екофемінізму). Авторка є однією з найавторитетніших фантастів, лауреаткою кількох найвищих нагород в області наукової фантастики і фентезі (премія Г'юго, премія Неб'юла, премія Локус). Також відома як перекладачка з іспанської (зокрема творів Анхеліки Городішер).

## Життєпис
Народилася 1929 року в Берклі, штат Каліфорнія, у родині відомого антрополога Альфреда Луї Кребера і письменниці Теодори Кребер. Перше оповідання написала у віці 11 років (журнал Astounding Science Fiction повернув оповідання авторці, відмовившись друкувати його). У 1951 році здобула освітній ступінь бакалавра в коледжі Редкліф, у 1952 — захистила магістерську роботу в Колумбійському університеті на тему «Романтична література Середньовіччя та Відродження», спеціалізувалася на середньовічній романській літературі. Під час навчання у Франції у 1953 році познайомилася з істориком Чарльзом Ле Гуїном, одружилася з ним у тому ж році в Парижі.Діти — дві дочки і син. З 1958 року мешкала у місті Портленд, штат Орегон.
Урсула Ле Гуїн померла 22 січня 2018 року у своєму домі в Портланді у віці 88 років. Її син не повідомив причину смерті, але зазначив, що вона мала тяжкий стан здоров'я вже протягом кількох місяців.

## Творчість

### Стиль
Ле Гуїн відрізняється від інших письменниць фантастики насамперед гуманітарним ухилом, акцентом на соціологію й антропологію. Це особливо помітно в науково-фантастичних книгах так званого Гайнського циклу, об'єднаних темою культурної взаємодії планет у далекому майбутньому. Найпоказовішим щодо цього є роман «Знедолені» з підзаголовком «Неоднозначна утопія», який розповідає про цивілізацію, засновану на анархізмі.
Незважаючи на фантастичні деталі, книги Ле Гуїн — завжди про людину. Романи Гайнського циклу розповідають про конфлікти, взаємодію і взаємопроникнення відмінних одна від одної культур. Найчастіше ці культури мають незвичайні, часом екзотичні риси, і обігруючи цю незвичайність, авторка показує нам деякі сторони нашої власної культури. Прикладом може бути глибоке дослідження впливу статі на особистість, життя і сприйняття людини в книзі «Ліва рука темряви», протагоніст/ка якої — людина з планети, жителі якої можуть змінювати стать.
Світи Ле Гуїн переконливі, детальні, населені персонажами, головне в яких — їхні незмінні людські риси. На відміну від багатьох інших фантаст/ок, сюжети її книг — це дорослішання, подолання себе, пізнання або входження в іншу культуру, пошук відповіді на якесь питання в собі, а не перетворення світу поза собою. Так, наприклад, романи циклу про Земномор'я — «Чарівник Земномор'я» (1968), «Гробниці Атуану» (1971), «Останній берег» (1972) тощо — які стали класикою фентезі, можна читати як притчі про дорослішання, про зустріч з інакшістю, про життя і смерть, про злагоду з самими собою.

### Кар'єра
Ранні твори, дія яких відбувається у вигаданій центральноєвропейській країні Орсинії, стилістично не належали до фантастики і не публікувалися, але мали значний вплив на подальшу творчість, зокрема збірку оповідань «Орсинійські історії» і роман «Малафрена». Першим опублікованим оповіданням Ле Гуїн було «Квітень в Парижі» («April in Paris»), журнал «Fantastic», 1962. Відтоді Ле Гуїн регулярно публікувала фантастичні оповідання та повісті. Популярність прийшла до неї в 1969 році після публікації роману «Ліва рука темряви», який здобув обидві найвищі премії англомовної фантастики — «Г'юго» та «Неб'юла».

## Вшанування
- На 33-й поштовій марці з серії «Літературні мистецтва» від Поштової служби США зображено портрет Ле Гуїн і фонова сцена з її роману «Ліва рука темряви»[18]
- 18 жовтня 2021 року Літературний траст Урсули Ле Гуїн (Ursula K. Le Guin Literary Trust) заявив про започаткування літературної нагороди з фантастики, названої її ім'ям (Ursula K. Le Guin Prize for Fiction), якою передбачається нагороджувати за опублікований у книжці твір художньої фантастики. Премія у 25 тисяч доларів вперше вручена 21 жовтня 2022 року, у день народження Ле Гуїн. Щоб мати право на участь, твори повинні бути опубліковані в США англійською мовою або в англійському перекладі. Передбачено, що у разі виграшу перекладеного твору приз буде розділено порівну між автором і перекладачем. Автор може виграти приз лише один раз за життя. Номінації відкриються 2 лютого 2022 року. Траст обере шорт-лист із номінантів, а журі визначить переможця. До складу журі 2022 року увійшлт Адрієн Марі Браун, Беккі Чемберс, Моллі Глос, Девід Мітчелл і Луїс Альберто Урреа[19].

## Нагороди та премії
Премія «Г'юго»
- 1970: «Ліва рука темряви» (The Left Hand of Darkness), 1969 — Премія «Г'юго» за найкращий роман[20]
- 1973: «Слово для світу — ліс» (The Word for World is Forest), 1972 — Премія «Г'юго» за найкращу повість[21]
- 1974: «Ті, хто покидає Омелас» (The Ones Who Walk Away from Omelas), 1973 — Премія «Г'юго» за найкраще оповідання[22]
- 1975: «Знедолені» (The Dispossessed), 1974 — Премія «Г'юго» за найкращий роман[23]
- 1988: «Дівчата Баффало, чи не бажаєте вийти вночі» (Buffalo Gals, Won't You Come Out Tonight), 1987 — Премія «Г'юго» за найкращу коротку повість[24]
- 2017: «Слова — це моя справа: Записки про життя та книги» (Words Are My Matter: Writings About Life and Books), 2000—2016 — Премія «Г'юго» за найкращу книгу про фантастику[25]

Премія «Неб'юла»
- 1970: «Ліва рука темряви» (The Left Hand of Darkness), 1969 — Премія «Неб'юла» за найкращий роман
- 1975: «День перед революцією» (The Day Before the Revolution), 1974 — Премія «Неб'юла» за найкраще оповідання
- 1975: «Знедолені» (The Dispossessed), 1974 — Премія «Неб'юла» за найкращий роман
- 1991: «Техану: Остання книга Земномор'я» (Tehanu: The Last Book of Earthsea), 1990 — Премія «Неб'юла» за найкращий роман
- 1996: «Самотність» (Solitude), 1994 — Премія «Неб'юла» за найкращу коротку повість
- 2002: Меморіальна премія «Гросмейстер фантастики» імені Деймона Найта
- 2009: «Сили» (Powers), 2007 — Премія «Неб'юла» за найкращий роман

Всесвітня премія фентезі
- 1988: «Дівчата Баффало, чи не бажаєте вийти вночі» (Buffalo Gals, Won't You Come Out Tonight), 1987 — Всесвітня премія фентезі за найкращу повість
- 1995: Всесвітня премія фентезі за досягнення упродовж життя (Life Achievement)
- 2002: «Інший вітер» The Other Wind), 2001 — Всесвітня премія фентезі за найкращий роман

Меморіальна премія Джеймса Тіптрі-молодшого
- 1994: «Проблема Сеггрі» (The Matter of Seggri), 1994 — оповідання[28]
- 1995: «Ліва рука темряви» (The Left Hand of Darkness), 1969 — ретроспективна премія[29]
- 1996: «Гірські шляхи» (Mountain Ways), 1996 — оповідання[30]

Меморіальна премія імені Теодора Стерджона
- 1995: «День прощення» (Forgiveness Day), 1994[31]

Премія Локус
- 1972: «Різець небесний» (The Lathe of Heaven), 1971 — Премія «Локус» за найкращий науково-фантастичний роман
- 1975: «Знедолені» (The Dispossessed), 1974 — Премія «Локус» за найкращий науково-фантастичний роман
- 1975: «День перед революцією» (The Day Before the Revolution), 1974 — Премія «Локус» за найкраще оповідання
- 1976: «Нова Атлантида» (The New Atlantis), 1975 — Премія «Локус» за найкращу коротку повість
- 1976: «Дванадцять румбів вітру» (The Wind's Twelve Quarters), 1975 — Премія «Локус» за найкращу авторську збірку
- 1983: «Сур» (Sur), 1982 — Премія «Локус» за найкраще оповідання
- 1983: «Роза вітрів» (The Compass Rose), 1982 — Премія «Локус» за найкращу авторську збірку
- 1991: «Техану: Остання книга Земномор'я» (Tehanu: The Last Book of Earthsea), 1990 — Премія «Локус» за найкращий фентезійний роман
- 1995: «День прощення» (Forgiveness Day), 1994 — Премія «Локус» за найкращу повість
- 1996: «Чотири шляхи до прощення» (Four Ways to Forgiveness), 1995 — Премія «Локус» за найкращу повість
- 1997: «Гірські шляхи» (Mountain Ways), 1996 — Премія «Локус» за найкращу коротку повість
- 2001: «Тлумачі» (The Telling), 2000 — Премія «Локус» за найкращий науково-фантастичний роман
- 2001: «День народження світу» (The Birthday of the World), 2000 — Премія «Локус» за найкращу коротку повість
- 2002: «Шукач» (The Finder), 2001 — Премія «Локус» за найкращу повість
- 2002: «Кістки Землі» (The Bones of the Earth), 2001 — Премія «Локус» за найкраще оповідання
- 2002: «Оповіді Земномор'я» (Tales from Earthsea), 2001 — Премія «Локус» за найкращу авторську збірку
- 2003: «Дикі дівчата»(The Wild Girls), 2002 — Премія «Локус» за найкращу коротку повість
- 2004: «Пересадка» (Changing Planes), 2003 — Премія «Локус» за найкращу авторську збірку
- 2005: «Хвилі розуму» (The Wave in the Mind), 2004 — Премія «Локус» за найкращу публіцистичну книгу
- 2009: «Лавінія» (Lavinia), 2008 — Премія «Локус» за найкращий фентезійний роман
- 2010: Cheek by Jowl: Essays, 2009 — Премія «Локус» за найкращу публіцистичну книгу
- 2018: «Урсула К. Ле Ґуїн: Гайнські романи та оповідання» (Ursula K. Le Guin: The Hainish Novels and Stories), 2017 — Премія «Локус» за найкращу авторську збірку

## Екранізації
- «Різець небесний» — телевізійний фільм, США, 1980 (сама Ле Гуїн брала участь у масовках)
- «Різець небесний» — телевізійний фільм, США, 2002
- «Чарівник Земномор'я» — ігровий фільм, США, 2004
- «Оповіді Земномор'я» — аніме від Studio Ghibli (Горо Міядзакі), 2006

## Переклади українською
Романи
- Урсула Ле Ґуїн. Чарівник Земномор'я (Земномор'я #1). Переклад з англійської: Анатолій Саган; ілюстрації: Яна Гавриш, Володимир Гавриша, Олег Кіналь. Тернопіль: НК-Богдан 2005. 205 стор. (Серія «Світовид») ISBN 966-692-809-4
  - (передрук) Урсула Ле Ґуїн. Чарівник Земномор'я (Земномор'я #1). Переклад з англійської: Анатолій Саган; ілюстрації: Наталія Клочкова. Київ: KM Books, 2017. 256 стор. (Серія «Земномор'я») ISBN 978-617-7409-33-4
- Урсула Ле Ґуїн. Гробниці Атуану (Земномор'я #2). Переклад з англійської: Анатолій Саган; ілюстрації: Яна Гавриш, Володимир Гавриша, Олег Кіналь. Тернопіль: НК-Богдан 2006. 280 стор. (Серія «Світовид») ISBN 966-692-528-1
  - (передрук) Урсула Ле Ґуїн. Гробниці Атуану (Земномор'я #2). Переклад з англійської: Анатолій Саган; ілюстраці: Наталія Клочкова. Київ: KM Books, 2017. 232 стор. (Серія «Земномор'я») ISBN 978-617-7409-82-2
- Урсула Ле Ґуїн. Останній берег (Земномор'я #3). Переклад з англійської: Анатолій Саган; ілюстрації: Яна Гавриш, Володимир Гавриша, Олег Кіналь. Тернопіль: НК-Богдан 2006. 400 стор. (Серія «Світовид») ISBN 966-692-636-9
- Урсула Ле Ґуїн. Техану, (Земномор'я #4). Переклад з англійської: Анатолій Саган; ілюстрації: Яна Гавриш, Володимир Гавриша, Олег Кіналь. Тернопіль: НК-Богдан 2006. 400 стор. (Серія «Світовид») ISBN 966-692-638-5
- (перші 4 романи) Урсула Ле Ґуїн. Чарівник Земномор'я[33] (Земномор'я #1,2,3,4). Переклад з англійської: Анатолій Саган; ілюстраці: Яна Гавриш, Володимир Гавриша, Олег Кіналь. Тернопіль: НК-Богдан 2006. 672 стор. (Серія «Світовид») ISBN 966-692-809-4

Оповідання
- Урсула Ле Ґуїн. Слово, що звільняє. Переклад з англійської: Алла Хандога. Київ: журнал «Всесвіт». // Всесвіт, 1991, № 8 — стор. 235—238
- Урсула Ле Ґуїн. Історія моєї уяви. Переклад з англійської: Іван Яндола. Київ: журнал «Всесвіт». Всесвіт, 2011, № 3-4 — стор. 260—264
- Урсула Ле Ґуїн. Ті, хто покидають Омелас. Переклад з англійської: Орися Божко. Київ: журнал «Всесвіт». // Всесвіт, 2011, № 7-8 — стор. 258—264